# Петеріс Стучка
Пе́теріс Я́нович (Петро́ Іва́нович) Сту́чка (латис. Pēteris Stučka; 14 (26) липня 1865 — 25 січня 1932) — латиський письменник і юрист, згодом — радянський державний і партійний діяч.

## Біографія
Народився 14 (26) липня 1865 року на хуторі Пакулі Кокнеської волості Ризького повіту Ліфляндської губернії Російської імперії (нині — Кокнеський край, Латвія) в родині вчителя.
1888 року закінчив юридичний факультет Петербурзького університету, де познайомився з революційними народниками і захопився нелегальною літературою. По закінченні університету попервах працював редактором одного з латиських друкованих видань, а згодом перейшов у адвокатуру. Одночасно брав участь у революційному русі, внаслідок чого потрапив під негласний нагляд поліції, а у 1897 році був заарештований і засланий до Вятської губернії терміном на 5 років з дозволом займатися адвокатською практикою. Скориставшись цим, Стучка виступав як захисник на багатьох судових процесах 1905—1907 рр проти революціонерів. До 1917 р. входив до складу латиської групи РСДРП, підробляв літературною працею в газеті «Правда».
У 1917 році — член Виконкому Петроградської Ради, делегат VI з'їзду РСДРП(б). Після Жовтневого перевороту 1917 року та приходу до влади більшовиків, Стучка обійняв у першому радянському уряді посаду наркома юстиції. Тому саме він несе відповідальність за безпрецедентну в світовій історії подію: 22 листопада 1917 року одночасно були скасовані всі існуючі в країні закони. Виявивши нечуваний правовий нігілізм, очолюваний Стучкою наркомат скасував суди, інститут судових слідчих, прокуратури, присяжну та приватну адвокатуру — словом, всі компоненти цивілізованої судової системи. Й хоча на момент прийняття 30 січня 1918 року «Декрету про суд», який вводив замість них «народні суди і революційні трибунали», Стучка вже не обіймав посаду наркома, але в основі Декрету лежать саме його ідеї.
Вдруге обіймав посаду наркома юстиції у березні-серпні 1918 року. Стучку можна вважати основоположником «радянського права», яке, по суті, було профанацією права в загальноприйнятому значенні цього слова. При його безпосередній участі в 1918 р. з'явилися «Декрет про скасування права спадкування», «Декрет про ревтрибунали» та інші акти, що скасовують традиційні права і свободи громадян. Встановлений з допомогою Стучки «новий правопорядок» оголосив керівним для нових судів не закон, а «революційну правосвідомість» народних суддів (які обиралися часом з людей абсолютно безграмотних).
Наприкінці 1918 року Стучка був направлений більшовиками до Латвії. Там він організував більшовицький переворот і очолив Радянський уряд Латвії. Маніфест цього уряду свідчив: «Ми відкидаємо всі закони, розпорядження та установи… всі ці органи старої влади замінює диктатура пролетаріату — Радянська влада озброєних робітників!». Проте у Латвії, на відміну від Росії, у серпні 1919 року більшовицький уряд Стучки був повалений, а сам він втік до Москви.
Тут Стучка став професором кафедри радянського права Московського університету, керував виданням «Енциклопедії держави і права», продовжував розробляти нове законодавство.
У 1923 році він став першим головою Верховного Суду РРФСР і очолював цей вищий орган судової влади до 1932 року. У 1931 році був призначений директором новоствореного Інституту Радянського права. Неодноразово обирався членом ВЦИК, працював у Закордонному бюро ЦК КПЛ і Комінтерні. Усюди він проповідував «революційне право», наслідки якого і понині заважають формуванню правосвідомості у громадян Росії.
Помер 25 січня 1932 року в Москві. Урна з прахом установлена у Кремлівській стіні.

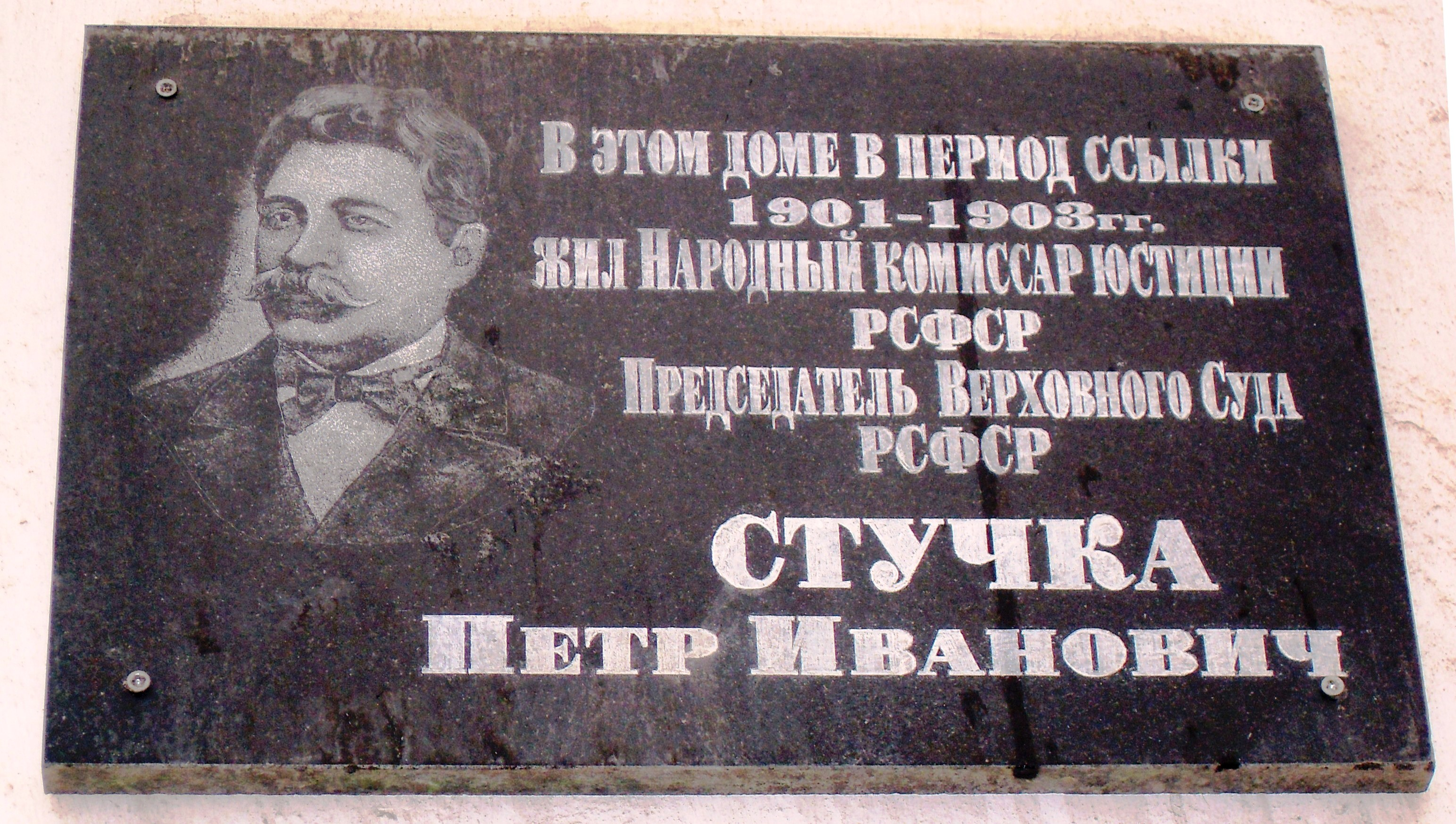
Меморіальна дошка в Кірові (Росія)

## Нагороди
- Орден Трудового Червоного Прапора

## Пам'ять
До 1991 року латвійське місто Айзкраукле мало назву Стучка.
В російському місті Кіров на стіні будинку № 75 по вулиці Карла Маркса встановлено меморіальну дошку.